# Champaran

Le Champaran est une région historique qui forme maintenant les districts du Champaran oriental et du Champaran occidental au Bihar, en Inde. Le Champaran faisait partie de l'antique Mithila sous le roi Janak.
C'est dans cette région que Gandhi a organisé un important mouvement de désobéissance civile en 1917 pour protester contre les abus et la domination des propriétaires britanniques.